# Protonemura phoenicia
Protonemura phoenicia is een steenvlieg uit de familie beeksteenvliegen (Nemouridae). De wetenschappelijke naam van de soort is voor het eerst geldig gepubliceerd in 2002 door Sivec & Dia.